# Synagoga Majera Palucha w Łodzi (ul. Krótka 6)
Synagoga Majera Palucha w Łodzi – prywatny dom modlitwy znajdujący się w Łodzi przy ulicy Krótkiej 6.
Synagoga została zbudowana w 1896 roku z inicjatywy Majera Palucha. Mogła ona pomieścić 30 osób. Podczas II wojny światowej hitlerowcy zdewastowali synagogę.